# Castello dell'Acqua
Castello dell'Acqua är en ort och kommun i provinsen Sondrio i regionen Lombardiet i Italien. Kommunen hade 613 invånare (2018).